# Дом Джереми Кёртина
Дом Джереми Кёртина — каменный дом построенный в 1846 году. Расположен в городе Гриндейл штата Висконсин США. Включён в Национальный реестр исторических мест США в 1972 году.
В этом доме провёл детство американский языковед и фольклорист Джереми Кёртин. В 1937 году он со своей матерью переехал из Детройта в Висконсин к семье матери — Фурлонгам. Кёртин жил здесь до 1856 года — когда поступил в университет.
Ныне дом является частью музея Ферма Тримборн, находится в собственности Исторического общества округа Милуоки.